# Estelle Winwood
Estelle Winwood właśc. Estelle Ruth Goodwin (ur. 24 stycznia 1883 w Lee, Kent – zm. 20 czerwca 1984 w Woodland Hills, Kalifornia) – brytyjska aktorka i reżyserka.
Wystąpiła w wielu serialach m.in. Alfred Hitchcock przedstawia, Doktor Kildare, Perry Manson, Quincy M.E.
Była czterokrotnie zamężna, lecz nie miała dzieci. Zmarła we śnie 20 czerwca 1984 roku w swoim domu w Wood Hills. Miała 101 lat.

## Filmografia
- 1980: Quincy M.E. jako Muriel Prentiss
- 1976: Zabity na śmierć jako pielęgniarka panna Winters
- 1968: Producenci jako Hold
- 1967: Camelot jako lady Clarinda
- 1964: Kto leży w moim grobie? jako Dona Anna
- 1962: Urocza gospodyni jako Mrs. Dunhill
- 1959: Alive and Kicking jako Mabel
- 1956: Łabędź jako Symphorosa
- 1955: Szklany pantofelek jako pani Toquet
- 1948: Blithe Spirit jako madame Arcati
- 1937: Dziesięć lat życia jako Mary Willoughby
- 1933: House of Trent jako Charlotte
- 1931: Night Angel jako Rose